# Spyder (oprogramowanie)
Spyder – wieloplatformowe zintegrowane środowisko programistyczne (ang. IDE, Integrated Development Environment), udostępnione na zasadach otwartego oprogramowania (ang. open source) przeznaczone do programowania naukowego w języku Python. Środowisko Spydera również zostało napisane w języku Python. Spyder integruje w sobie wiele istotnych pakietów z naukowego zbioru pakietów Pythona, w tym: NumPy, SciPy, matplotlib, pandas, IPython, SymPy oraz Cython, które również są dostępne na zasadach otwartego oprogramowania. Spyder jest wydawany na otwartej licencji MIT.
Spyder został opracowany w 2009 r. przez Pierre’a Rybauta. Od roku 2012 jest utrzymywany i stale ulepszany przez zespół naukowców-programistów Pythona i społeczność.
Środowisko Spyder można rozszerzać poprzez wtyczki dostarczane przez twóców Spydera lub innych programistów, zawiera wsparcie dla interaktywnych narzędzi do inspekcji danych oraz instrumenty introspekcyjne i zapewniające jakość kodu Pythona, takie jak: Pyflakes, Pylint i Rope. Spyder jest dostępny na różnych platformach systemowych: Windows, Linux, macOS, również poprzez środowiska Anaconda, MacPorts,
Spyder wykorzystuje do swojego graficznego interfejsu użytkownika (ang. GUI, Graphical User Interface) bibliotekę Qt i jest zaprojektowany do korzystania z nakładek na tę bibliotekę: PyQt lub PySide. QtPy, cienka warstwa abstrakcji opracowana w ramach projektu Spyder, a później zaadaptowana przez wiele innych pakietów, zapewnia elastyczność korzystania z dowolnego backend-u.

## Cechy
Cechy charakterystyczne środowiska Spyder:
- Edytor z podświetlaniem składni, introspekcją, uzupełnianiem kodu.
- Obsługa wielu konsol IPython.
- Możliwość przeglądania i edytowania zmiennych z poziomu graficznego interfejsu użytkownika.
- Okienko pomocy, które może pobierać automatycznie lub na żądanie, teksty pomocy na temat funkcji, klas i metod.
- Debugger połączony z IPdb[21] w celu możliwości wykonywania programu krok po kroku.
- Statyczna analiza kodu obsługiwana przez Pylint[13].
- Profiler działający w czasie rzeczywistym, służący do testowania wydajności kodu.
- Wsparcie projektu, umożliwiające jednoczesną pracę nad wieloma pracami rozwojowymi.
- Wbudowany eksplorator plików do interakcji z systemem plików i zarządzania projektami.
- Funkcja „Znajdź w plikach”, umożliwiająca pełne wyszukiwanie za pomocą wyrażeń regularnych w wybranym zakresie.
- Przeglądarka pomocy online, umożliwiająca użytkownikom wyszukiwanie i przeglądanie dokumentacji Pythona i pakietów wewnątrz środowiska Spydera.
- Dziennik historii, rejestrujący każde polecenie użytkownika wprowadzone we wszystkich konsolach.
- Konsola wewnętrzna, umożliwiająca introspekcję i sterowanie własnymi operacjami Spydera.

## Wtyczki
Dostępne wtyczki:
- Spyder-Unittest – integracja popularnych frameworków testowych Pytest, Unittest i Nose ze Spyderem.
- Spyder-Notebook – umożliwia przeglądanie i edycję plików notatnika Jupyter wewnątrz środowiska Spydera.
- Spyder-Reports – umożliwia użycie piśmiennych technik programistycznych w Pythonie.
- Spyder-Terminal – dodaje możliwość otwierania, sterowania i zarządzania powłokami konsolowymi wielu systemów wewnątrz środowiska Spydera.
- Spyder-Vim – zawiera komendy i skróty klawiszowe, które emulują edytor tekstowy Vim.
- Spyder-AutoPEP8 – pozwala na automatyczne formatowanie kodu programu w stylu zgodnym ze standardem PEP8[22].
- Spyder-Line-Profiler i Spyder-Memory-Profiler – rozszerzenie wbudowanej funkcjonalności profilowania, w tym testowania pojedynczych linii kodu i pomiaru wykorzystania pamięci.